# オープンインタフェース
オープンインタフェース株式会社は、かつて存在した日本の企業。元々はソフトウェア開発会社だったが、末期は事実上純粋持株会社だった。

## 概要
元々は日本におけるPC/AT互換機の日本語化仕様のひとつであったAXの規格について協議する「AX協議会」の事務局機能が発展した形で1992年に設立。当初はAX互換をうたうPCや周辺機器の互換性テストなどを主な業務としていた。その後いわゆるシステムインテグレータとしての活動の他、独自にBluetoothのプロトコルスタックを開発して富士通等へ供給するなど業容を拡大し、2001年に大阪証券取引所ナスダックジャパン市場（のちのヘラクレス）に上場を果たす。
しかしその後経営は迷走を始め、2009年3月期の決算でついに債務超過に転落。さらに同年4月にはスカパー!でウィンズ・フィリピノ・チャンネルを運営していた子会社のウィンズ・インターナショナルが破産した（なお同チャンネルはそれ以前の同年1月末で停波している）。同年7月には「債務超過かつ株式1売買単位当たりの月間平均価格が1万円未満」というヘラクレスの上場廃止基準に該当することとなったため、同年8月末で上場が廃止された。
その後システムインテグレータ・コンサルティング等の企業活動は全て子会社に移管され、本体は事実上純粋持株会社となった形で営業を行っていたが、業容は改善せず、2010年12月に債権者から破産申立が行われ、2011年3月31日に東京地方裁判所から破産手続き開始決定を受けた。
2007年から2009年にかけて政治家の小林興起が社外取締役を務めていた。

## 主な関連会社

### グループ会社
- OIテクノロジーズ
- OIコミュニケーションズ
- OIソリューションサービス
- 山大

### かつてグループに属した会社
- 矢野経済研究所（2007年11月に売却）
- すばる証券（2009年1月に売却）
- ウィンズインターナショナル（2009年4月に破産）